# Гизе, Тереза
Тереза Гизе (нем. Therese Giehse; 6 марта 1898, Мюнхен — 3 марта 1975, там же) — немецкая актриса.

## Биография
Тереза Гизе брала частные уроки актёрского мастерства и с 1920 по 1926 год играла в провинциальных немецких театрах — в Гиссене, Гляйвице, Ландсхуте и других. В 1926—1933 годах была актрисой в мюнхенском «Каммершпиле» у Отто Фалькенберга. В 1933 году вместе с Клаусом Манном и Эрикой Манн основала мюнхенское политическое антинацистское кабаре «Пфеффермюле». В 1934 году вместе с друзьями и коллегами по этому проекту эмигрировала в Швейцарию, где кабаре продолжило свою работу; до конца 30-х годов в составе труппы гастролировала в Чехословакии, Бельгии, Нидерландах, США.
В годы Второй мировой войны жила в Швейцарии, с февраля 1937 года была актрисой цюрихского «Шаушпильхауза», одновременно выступала на сценах театров Берна и Люцерна, Городского театра Базеля. После окончания войны в 1948—1949 годах одновременно гастролировала на сцене Нового театра («Скала») в Вене.
Театральная карьера Гизе тесно связана с драматургией Бертольта Брехта — она, в частности, была первой исполнительницей главной роли в пьесе Брехта «Мамаша Кураж и её дети» — цюрихском «Шаушпильхаузе» в 1941 году. В 1949 году стала актрисой только что основанного Брехтом в восточном секторе Берлина театра «Берлинер ансамбль». На этой сцене сыграла, в частности, заглавную роль в пьесе А. М. Горького «Васса Железнова», фрау Филитц в «Красном петухе» Г. Гауптмана, Марту Руль в «Разбитом кувшине» Г. Клейста, который сама и поставила.
В 1952 году Гизе сделала выбор в пользу Западной Германии, вернулась на сцену мюнхенского «Каммершпиле», на сцене которого выступала до 1974 года. Одновременно до 1966 года постоянно гастролировала в цюрихском «Шаушпильхаузе», где играла, в частности, Селестину в первой постановке пьесы Макса Фриша «Дон Жуан, или Любовь к геометрии», а также главные роли в первых постановках пьес Фридриха Дюрренматта «Визит старой дамы» (1956) и «Физики» (1962), причём в «Физиках» драматург специально для Гизе переделал мужскую роль главного врача клиники в женскую — Матильду фон Цанд. Эту роль Гизе в том же году сыграла и в «Каммершпиле».
Кинематографическая карьера Гизе носила более скромный характер, в ней преобладали второстепенные роли (в том числе в таких известных фильмах, как «Анна Каренина» Жюльена Дювивье); среди исключений — заглавная роль в телефильме «Васса Железнова» по А. М. Горькому (ГДР, 1963). Однако финальная точка этой карьеры оказалась значительной: в последний год своей жизни Гизе, уже прикованная к постели, сыграла одну из главных ролей в фильме Луи Маля «Чёрная луна», вышедшем уже после её смерти и посвящённом её памяти.

## Творчество

### «Шаушпильхауз», Цюрих
- 1941 — «Мамаша Кураж и её дети» Б. Брехта. Постановка Л. Линдтберга — Кураж
- 1948 — «Господин Пунтила и его слуга Матти» Б. Брехта. Постановка Б. Брехта и К. Хиршфельда — Эмма-самогонщица

### «Берлинер ансамбль»
- 1949 — «Господин Пунтила и его слуга Матти» Б. Брехта. Постановка Б. Брехта и Э. Энгеля — Эмма-самогонщица
- 1949 — «Васса Железнова» А. М. Горького. Постановка Бертольда Фиртеля — Васса
- 1951 — «Красный петух» и «Бобровая шуба», композиция Б. Брехта по пьесам Г. Гауптмана. Постановка Эгона Монка — фрау Филитц
- 1952 — «Разбитый кувшин» Г. Клейста. Постановка Т. Гизе — Марта Руль